# Cixiidae
Famille
Les Cixiidae sont une famille d'insectes hémiptères piqueurs qui vivent essentiellement en zone tropicale.
Ce sont des espèces phytophages dont une bonne partie sont monophages, inféodées à une seule espèce de plante hôte. Les nymphes de cixiidés se nourrissent de racines.
Quelques espèces sont cavernicoles

## Importance économique sur l'agriculture
En agriculture, les cixiidae peuvent être vecteur de maladies.

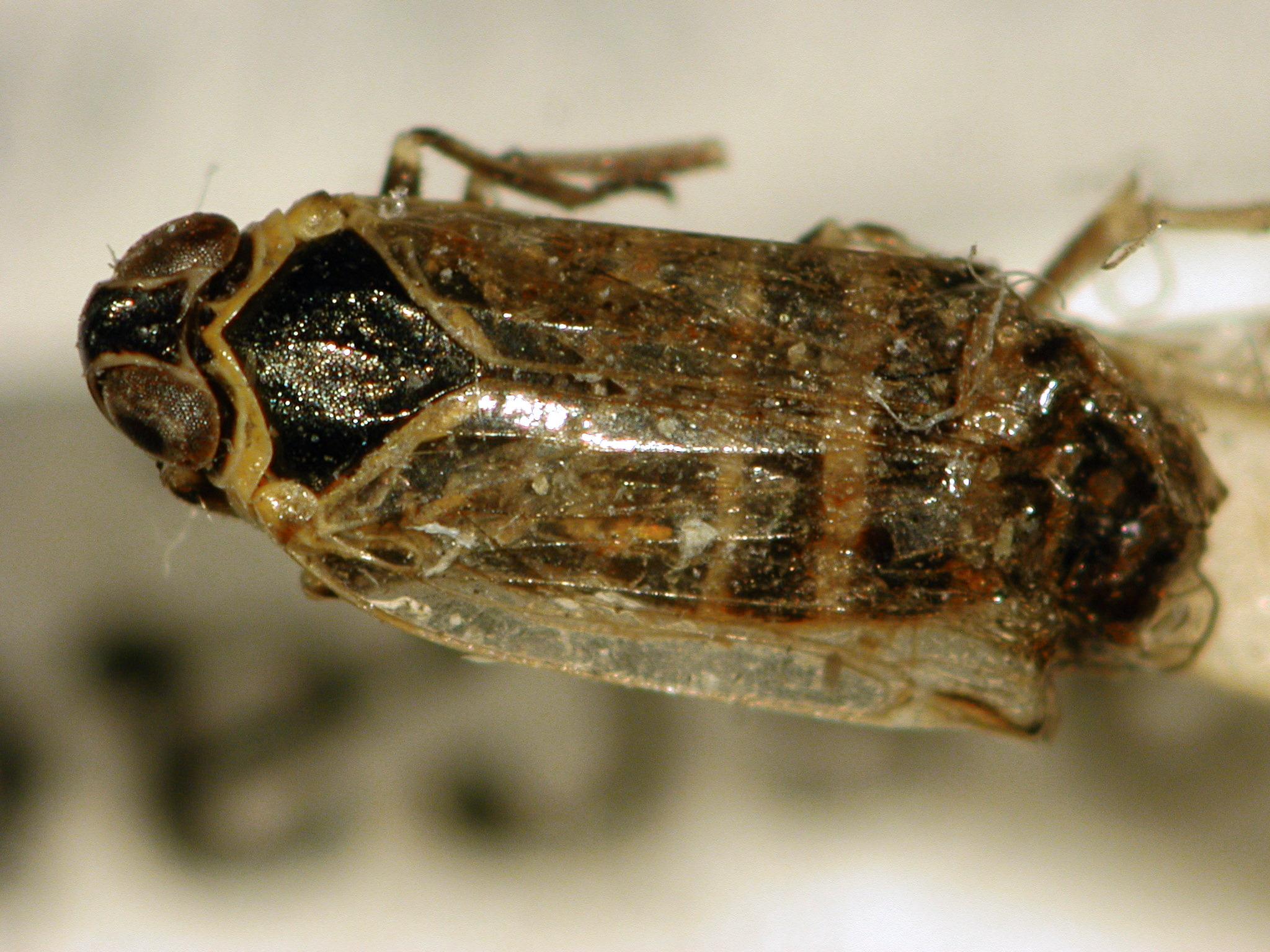
Hyalesthes obsoletus

Le phytoplasme est un groupe de bactéries parasites commune sur les cixiidés qui peut être transmis aux cultures lorsqu'elles sont piquées ; c'est parfois le cas sur les palmes de cocotier, la vigne, les betteraves sucrières, la lavande et les lys.
Exemple : Maladie du bois noir de la vigne provoquée par Hyalesthes obsoletus,. 

## Systématique
Il existe 150 genres et plus de 2 000 espèces de cixiidés.

### Liste des genres
- Andixius (en)

Selon Catalogue of Life (19 août 2013) :
- genre Achaebana[5]
- genre Achaemenes
- genre Adolendana
- genre Afroreptalus
- genre Aka
- genre Amazobenna
- genre Andes
- genre Anilus
- genre Ankistrus
- genre Anoculiarus
- genre Antillixius
- genre Apartus
- genre Asotocixius
- genre Atonurus
- genre Aubirestus
- genre Aulocorypha
- genre Bajauana
- genre Balyadimetopia
- genre Bangoliarus
- genre Barbonia
- genre Bashguetala
- genre Benna
- genre Bennarella
- genre Betacixius
- genre Bodecia
- genre Borbonomyndus
- genre Borysthenes
- genre Bothriocera
- genre Bothrioceretta
- genre Brixia
- genre Brixidia
- genre Caffrocixius
- genre Cajeta
- genre Calamister
- genre Candicarina
- genre Caneirona
- genre Carolus
- genre Cermada
- genre Chathamaka
- genre Chidea
- genre Chlorodus
- genre Cixiosoma
- genre Cixius
- genre Colvanalia
- genre Confuga
- genre Cordoliarus
- genre Corylonga
- genre cubana, au Sri Lanka
- genre cubanella
- genre Cyclopoliarus
- genre Diastrocixius
- genre Dilacreon
- genre Discophorellus
- genre Dorialus
- genre Duilius
- genre Dysoliarus
- genre Dystheatias
- genre Epoliarus
- genre Eucarpia
- genre Eumecurus
- genre Eumercurus
- genre Eumyndus
- genre Euryphlepsia
- genre Fipsianus
- genre Flachaemus
- genre Fletcherolus
- genre Gelastocaledonia
- genre Gelastocephalus
- genre Gonophallus
- genre Gurrundus
- genre Guttala
- genre Haplaxius
- genre Hartliebia
- genre Helenolius
- genre Holgus
- genre Huttia
- genre Hyalesthes
- genre Indolipa
- genre Innobindus
- genre Iolania
- genre Ithma
- genre Kibofascius
- genre Kirbyana
- genre Koroana
- genre Kuvera
- genre Lalobidius
- genre Larivierea
- genre Leades
- genre Leptolamia
- genre Lipsia
- genre Macrocixius
- genre Malpha
- genre Manurevana
- genre Meenocixius
- genre Melandeva
- genre Melanoclypeus
- genre Melianoliarus
- genre Mesocixiella
- genre Mesoliarus
- genre Metaplacha
- genre Miclucha
- genre Microledrida
- genre Mnemosyne
- genre Monomalpha
- genre Monorachis
- genre Muirolonia
- genre Mundopa
- genre Myndodus
- genre Myndus
- genre Nanocixius
- genre Narravertus
- genre Neocarpia
- genre Neocixius
- genre Nesochlamys
- genre Nesoliarus
- genre Nesomyndus
- genre Noabennarella
- genre Norialsus
- genre Notocharis
- genre Notocixius
- genre Notolathrus
- genre Novotarberus
- genre Nymphocixia
- genre Oecleopsis
- genre Oecleus
- genre Oliarellus
- genre Oliarissa
- genre Oliaronus
- genre Oliarus
- genre Olipa
- genre Oliparisca
- genre Orphninus
- genre Oteana
- genre Ozoliarus
- genre Pachyntheisa
- genre Parandes
- genre Parasemo
- genre Payastylus
- genre Peartolus
- genre Pentastira
- genre Pentastiridius
- genre Perindus
- genre Phytocentor
- genre Pinacites
- genre Pintalia
- genre Platycixius
- genre Prosops
- genre Pseudolarius
- genre Reptalus
- genre Rhamphixius
- genre Rhigedanus
- genre Rokebia
- genre Ronaldia
- genre Sardocixius
- genre Schuerrera
- genre Semicixius
- genre Semo
- genre Setapius
- genre Sevia
- genre Simplicixius
- genre Solonaima
- genre Sphaerocixius
- genre Stegocixius
- genre Stenophlepsia
- genre Suriola
- genre Tachycixius
- genre Tiriteana
- genre Trigonocranus
- genre Trirhacus
- genre Typhlobrixia
- genre Undarana
- genre Urvillea
- genre Vincentia
- genre Volcanalia
- genre Wernindia
- genre Yarnikada
- genre Zeoliarus

Selon ITIS (19 août 2013) :
- genre Iolania
- genre Oliarus

Selon NCBI (19 août 2013) :
- genre Achaemenes
- genre Andes
- genre Betacixius
- genre Borbonomyndus
- genre Borysthenes
- genre Bothriocera
- genre Cixius
- genre Colvanalia
- genre Cubana
- genre Duilius
- genre Eucarpia
- genre Eumyndus
- genre Haplaxius
- genre Hyalesthes
- genre Meenocixius
- genre Melanoliarus
- genre Mnemosyne
- genre Nesomyndus
- genre Nymphocixia
- genre Oecleopsis
- genre Oecleus
- genre Olarius
- genre Oliarus
- genre Ozoliarus
- genre Pentastiridius
- genre Pintalia
- genre Reptalus
- genre Tachycixius
- genre Trirhacus